# برونو پساولا
برونو پساولا (به ایتالیایی: Bruno Pesaola) بازیکن فوتبال اهل ایتالیا بود.

## تیم ملی
پساولا از سال ۱۹۵۷ میلادی عضو تیم ملی فوتبال ایتالیا بود و در ۱ بازی ملی حضور داشت. او در بازی‌های ملی‌اش گلی به ثمر نرساند.
برونو پساولا آخرین بازی ملی خود را در سال ۱۹۵۷ میلادی انجام داد.